# J. F. Horrabin
James Francis Horrabin, dit Frank Horrabin et qui signait J. F. Horrabin (1884-1962) est un dessinateur et écrivain socialiste britannique.

## Biographie
Entré au Daily News comme directeur artistique en 1911, il y réalise de nombreuses cartes et y crée le comic strip Japhet and Happy (en) (1919-1952). En 1922, il lance avec son beau-frère Dot and Carrie, comic strip publié dans le The Star et qu'il anime rapidement seul jusqu'à son décès en 1962.
Parallèlement à cette activité de presse, il rédige et illustre de nombreux ouvrages historiques et politiques. Membre du parti travailliste, il est élu à la chambre basse du pays pour la circonscription de Peterborough entre 1929 et 1931. Il quitte ensuite le Labour pour le Socialist Party (en)